# Satmar

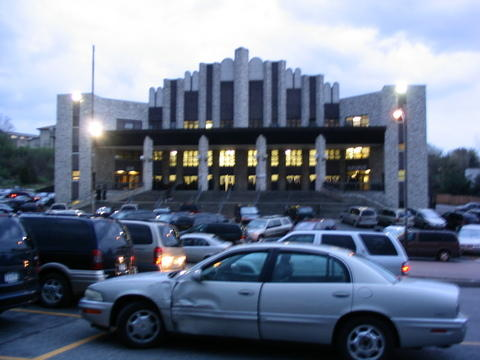
Satmar-synagogan i Kiryas Joel.

Satmar (hebreiska: סאטמר; jiddisch: סאַטמאַר; ungerska: Szatmár) är en chassidisk-judisk grupp som grundades 1905 av Joel Teitelbaum i Satu Mare i Rumänien. Efter andra världskriget flyttade många gruppmedlemmar till New Yorks storstadsregion i USA, varvid judiska bosättningar bildades.